# Bell 201
El Bell 201 (designación militar XH-13F) fue un Model 47G modificado. El Bell 201/XH-13F fue el primer helicóptero de Bell en usar un motor de turbina. El Bell 201 fue construido para probar componentes para el nuevo XH-40, el prototipo de Bell Helicopter para su UH-1 Iroquois.

## Diseño y desarrollo
El Bell 201 estaba equipado con un motor turboeje Continental CAE XT51-T-3 que producía 317 kW (425 shp), un desarrollo bajo licencia del Turbomeca Artouste. El 201 voló por primera vez el 20 de octubre de 1954. El helicóptero finalizó las pruebas iniciales de vuelo y fue cedido al Ejército de los Estados Unidos en abril de 1955, para realizar más pruebas.

## Especificaciones

### Características generales
- Tripulación: Dos
- Longitud: 12,6 m
- Diámetro rotor principal: 10,7 m
- Planta motriz: 1× turboeje Continental XT51-T-3.
  - Potencia: 317 kW (425 hp)

### Rendimiento
- Velocidad máxima operativa (Vno): 152,9 km/h
- Velocidad crucero (Vc): 141,6 km/h
- Techo de vuelo: 5334 m (17 500 pies)

### Desarrollos relacionados
- Bell 47
- Bell 207
- Bell XH-40

### Aeronaves similares
- Aérospatiale Alouette II

### Secuencias de designación
- Secuencia Numérica (interna de Bell): ← 67 - 68 - 200 - 201 - 204 - 205 - 206 →
- Secuencia H-_ (Helicópteros estadounidenses (1948–62)): ← H-10 - H-11 - H-12 - H-13/J - H-15 - H-16 - H-17 →